# Krengen

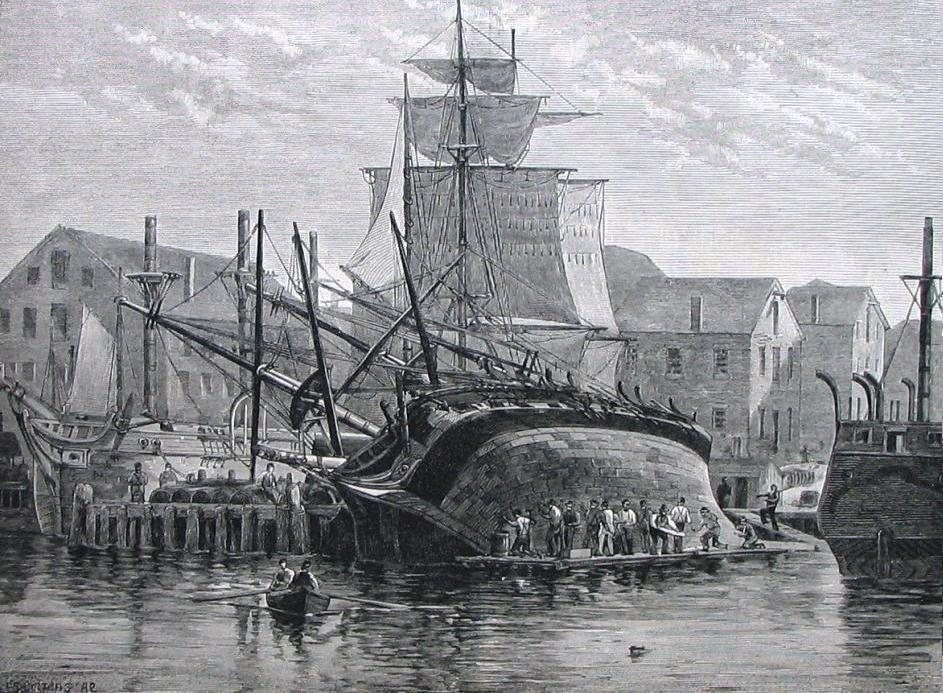
An Old Whaler Hove Down For Repairs, Near New Bedford, een houtgravure getekend door FS Cozzens en gepubliceerd in Harper's Weekly, december 1882

Krengen (ook bekend als of kielen of platleggen) is een methode om toegang te krijgen tot de romp van een zeilschip zonder gebruik te maken van een droogdok. Het wordt gebruikt voor het reinigen of repareren van de romp. Voordat de scheepsrompen werden beschermd tegen aanslag door koperplaten over het oppervlak van de romp te bevestigen, zorgde vervuiling van deze aangroei voor verminderde zeileigenschappen van een schip, zoals een grotere waterweerstand.

## Etymologie
De term, en soortgelijke termen in het Engels, Frans, Spaans en Italiaans, zijn afgeleid van de term voor de kiel van een schip: careening (Engels), carène (Frans), carena (Spaans), carena (Italiaans). Deze komen van de Latijnse term voor kiel, carīna.
De term krengen wordt vooral in de binnenvaart gebruikt, in de zeevaart wordt kielen gebruikt.

## Uitvoering
Er zijn meerdere manieren van een schip krengen.
Een schip kan aan de grond gezet worden op een strand, of in het water gekanteld worden op een scheepswerf of een daartoe ingerichte kade.
Het schip werd vervolgens omvergetrokken met lijnen van de masttop naar vaste punten op de wal, eventueel met behulp van blokken. Bij het krengen op een strand, werden de zware kanonnen soms op het strand gezet om als ankerpunt te dienen. Bij een daartoe ingerichte kade op een scheepswerf zijn er vaak kaapstanders om het schip over te halen. Voor het krengen wordt een schip leeggehaald door voorraden te verwijderen. Een daartoe ingerichte werf heeft speciale pakhuizen waar de scheepsuitrusting veilig opgeborgen kan worden. Eerst wordt één zijde van het schip uit het water gehaald, waarna onderhoudswerkzaamheden kunnen worden uitgevoerd. Vervolgens werd het schip gerecht, omgevaren en werd het proces aan de andere kant herhaald.

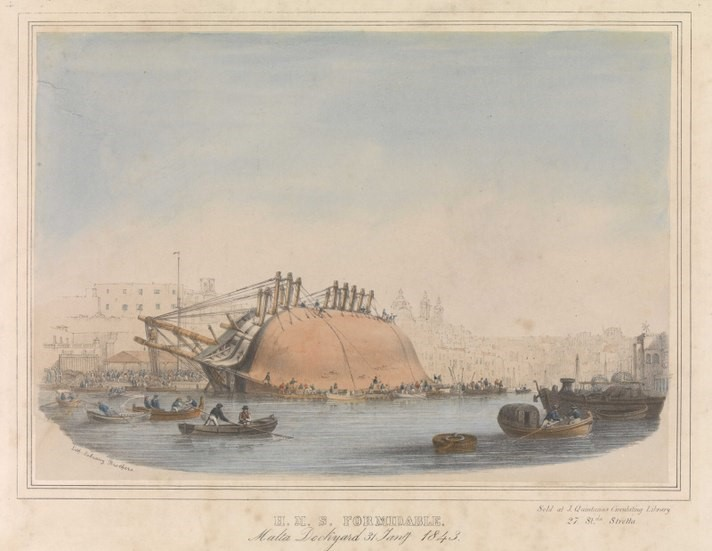
HMS Formidable, gekrengd in de Malta Dockyard op 31 januari 1843

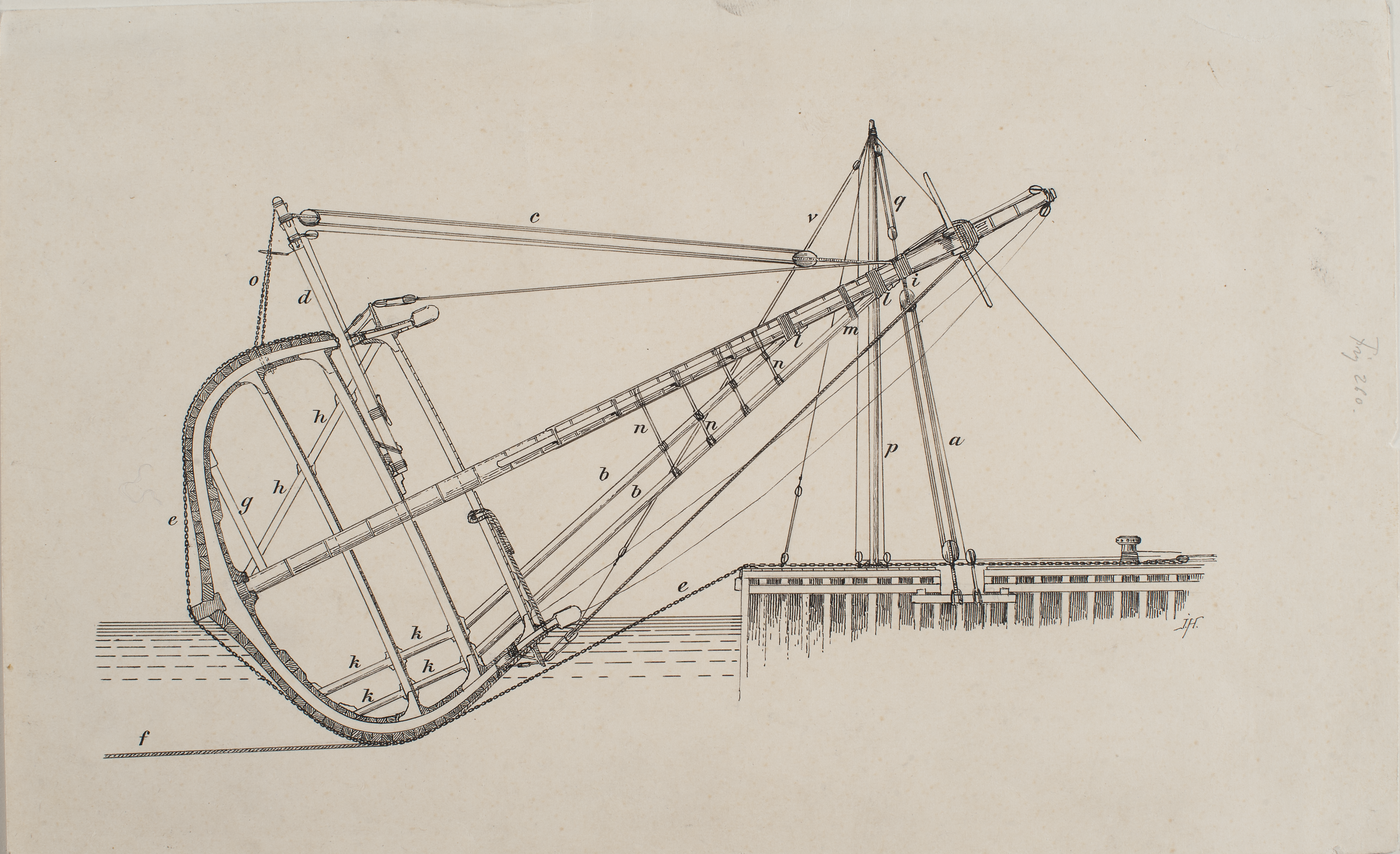
Een diagram van het krengen, uit het Lärobok i sjömanskap (leerboek voor zeemanschap) van Wilhelm Linder, 1896

Hoewel een bekwame bemanning hun schip zonder hulp van buitenaf kon verzorgen, was het een moeizame taak. Begin 1843 werd de HMS Formidable naar de Malta Dockyard gebracht om reparaties uit te voeren nadat het schip een paar weken eerder aan de grond was gelopen. In een verslag van de verrichte werkzaamheden wordt vermeld dat elk roerend voorwerp van het schip moest worden verwijderd. Er moesten extra structurele verstevigingen in de romp worden aangebracht en alle masten en tuigage werden verwijderd, behalve de laagste delen. De onderste kanonpoorten werden afgedicht, versterkt en waterdicht gemaakt. Ook werd een groot aantal dikke houten steunpoten geïnstalleerd; deze waren maximaal twee voet (61 cm) breed en 40 voet (12 m) lang. Het schip werd aan de kant gezet door touwen die om drie kaapstanders waren gewikkeld; elk werd gedraaid door 120 man.
In de 18e eeuw bestonden er kades op overzeese scheepswerven van de Royal Navy, zoals Mahon en in Halifax. Het waren belangrijke faciliteiten en vaak de eerste dingen die werden gebouwd toen de marine een nieuwe overzeese basis oprichtte. Maar scheepswerven in het Verenigd Koninkrijk hadden doorgaans droogdokken.
Het krengen zorgde voor aanzienlijke krachten op de romp en zelfs een sterk gebouwd schip kon door de procedure structureel worden verzwakt of beschadigd. Het gebruik van een droogdok had de voorkeur als die beschikbaar was.
Aan het einde van de 18e eeuw beschikte de Royal Navy over 24 droogdokken in Groot-Brittannië, dus voor schepen die in Britse wateren gestationeerd waren, was het meestal niet nodig om te krengen. Dit leverde een voordeel op ten opzichte van hun Franse rivalen, aangezien Frankrijk weinig droogdokken had en de Franse marine zijn schepen routinematig moest verzorgen voor onderhoud.
Piraten krengden hun schepen vaak omdat ze geen toegang hadden tot droogdokken. Een afgelegen baai zou voldoende zijn voor noodzakelijke reparaties of het schoonmaken van de romp, en zulke kleine 'veilige havens' zouden overal op de eilanden in het Caribisch gebied en bijna over de hele wereld te vinden zijn. Eén eilandengroep, Las Tres Marías in Panama, werd populair nadat Francis Drake er in 1579 naartoe was gevaren, en ze werden een populaire plek voor piraterij.
Een praktijk die vergelijkbaar was met het krengen was een Parliamentary heel, waarbij het schip in diep water overhelt door gewicht, zoals ballast of kanonnen, naar één kant te verplaatsen. Op deze manier konden de bovendelen van het onderwaterschip met minimale vertraging worden gereinigd of gerepareerd. Beroemd is dat HMS <i id="mwWg">Royal George</i> in 1782 bij Spithead bij Portsmouth zonk terwijl het een parliamentary heel onderging, waarbij honderden mensen aan boord omkwamen.

## Moderne praktijk
Krengen in de traditionele zin van het woord kan alleen op een zeilschip worden gedaan, omdat de masten worden gebruikt om het over te halen. Tegenwoordig worden grotere schepen in een droogdok geplaatst; kleinere schepen kunnen met een kraan uit het water worden getild.
Een procedure die bekend staat als krengen wordt nog steeds soms uitgevoerd met kleinere boten, maar verschilt van wat historisch werd gedaan doordat de boot niet wordt overgehaald door kabels die aan de mast zijn bevestigd. De boot wordt eenvoudigweg afgemeerd op een locatie waar hij aan de grond wordt gezet en de romp bij eb zichtbaar wordt. Gedurende een paar uur is het mogelijk om inspectie of onderhoud uit te voeren voordat het opkomend tij de boot weer vlot laat komen.
In noodgevallen wordt krengen nog wel toegepast, bijvoorbeeld om een huiddoorvoer te repareren.
Ook kan een kleine, lichte zeilboot over een te ondiep wantij geholpen worden, door van boord te gaan, en met een lijn aan de top van de zeilboot deze plat te leggen, zodat de kiel minder diep steekt. Andere opvarenden moeten het schip lopend over het wantij duwen.
Ook kan de bemanning door het krengen van een kleine, lichte zeilboot makkelijk bij de bovenkant van de mast voor het doen van kleine reparaties, zoals aan windvaan, staand want of navigatieverlichting, zonder daarvoor de mast te hoeven strijken.